# Las Peñas de Riglos
Las Peñas de Riglos (aragonesisch: As Penyas de Riglos) ist ein spanischer Ort und eine Gemeinde (Municipio) in den Pyrenäen mit 268 Einwohnern (Stand: 2024). Sie liegt in der Provinz Huesca der Autonomen Gemeinschaft Aragonien. Zur Gemeinde gehören die Siedlungen Centenero, Ena, La Peña Estación, Rasal, Riglos, Salinas de Jaca, Santa María de la Peña, Triste, Villalangua und Yeste.

## Lage

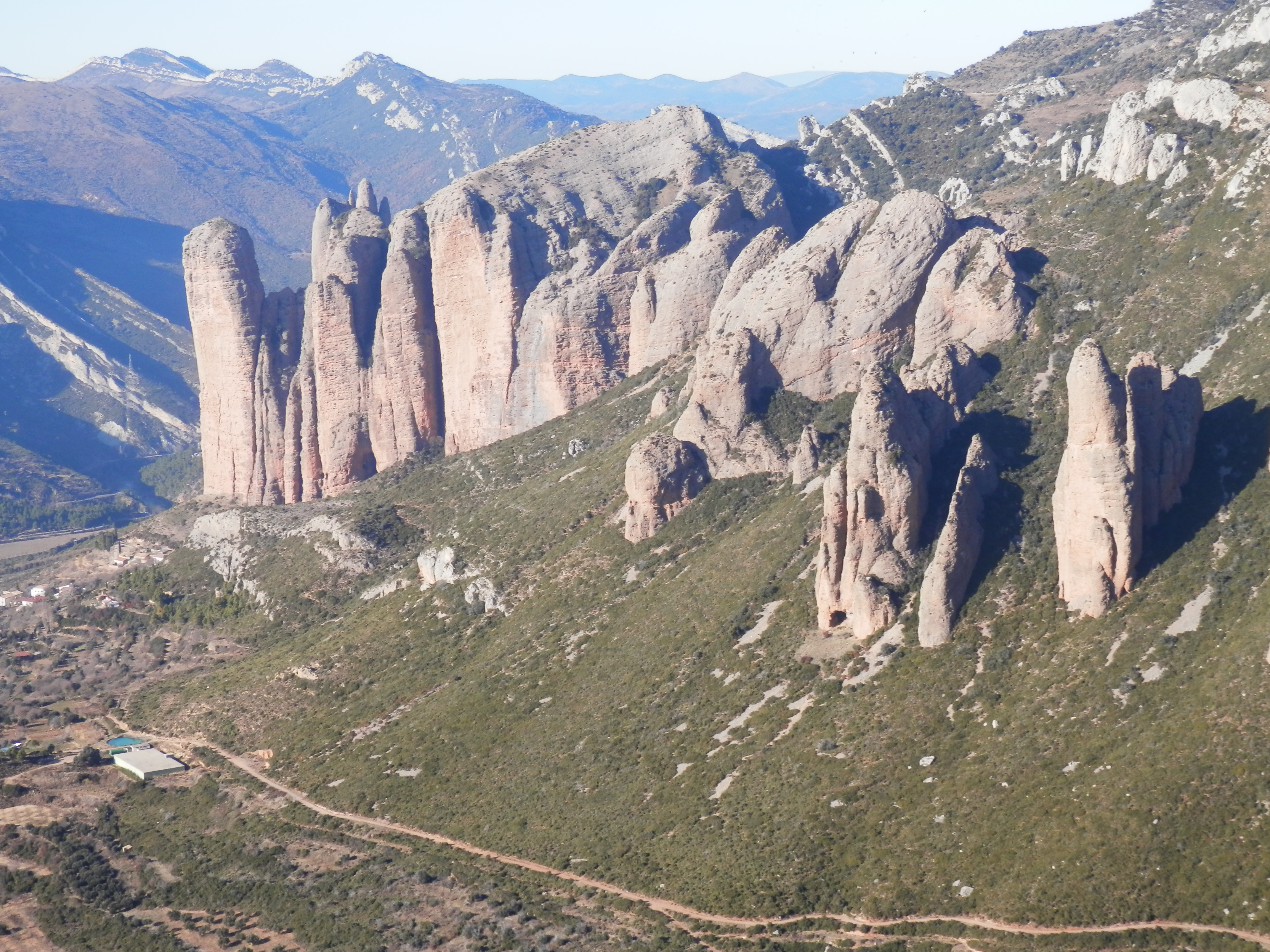
Blick auf die Mallos de Riglos von Südosten

Las Peñas de Riglos liegt etwa 40 Kilometer nordwestlich von Huesca. Die nordwestliche Gemeindegrenze bildet der Río Gállego. Dieser fließt wie der Río Asabón in den Stausee Embalse de la Peña. Von überregionaler Bedeutung sind die Felstürme aus Konglomerat, die als Mallos de Riglos bezeichnet werden.

## Sehenswürdigkeiten
- Iglesia de la Nuestra Señora del Mallo in Riglos
- Iglesia de San Vicente in Rasal
- Iglesia de Santa Maria in Triste
- Iglesia de San Miguel Arcángel in Villalangua
- Ermita de San Miguel

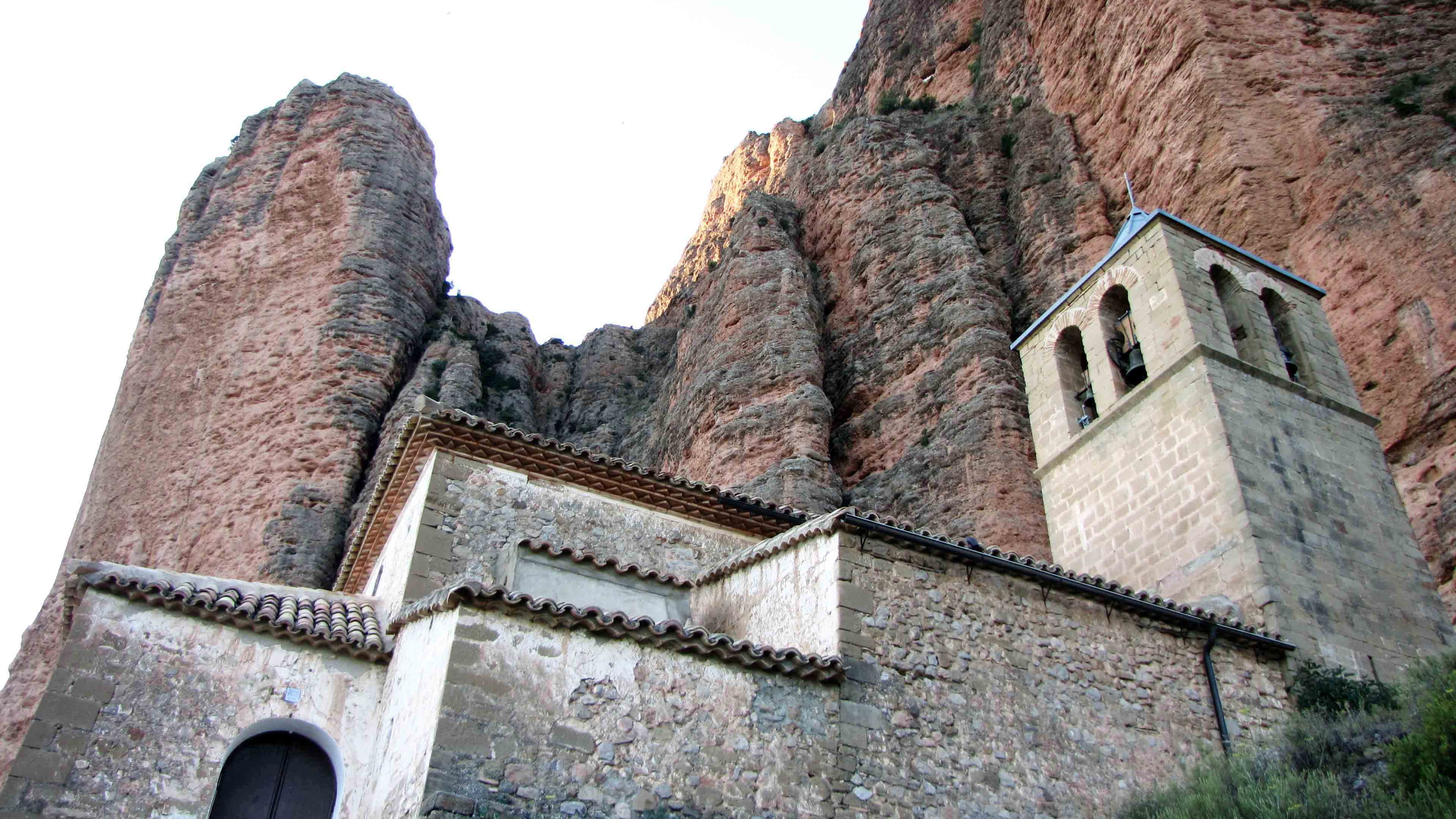
Iglesia de la Nuestra Señora del Mallo
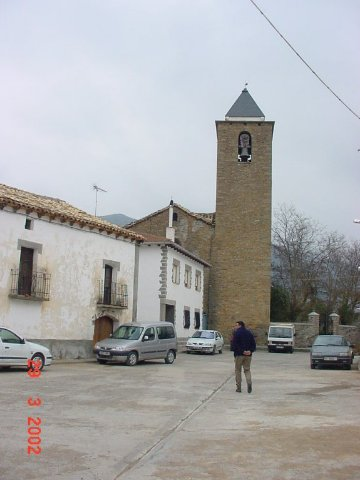
Iglesia de San Vicente
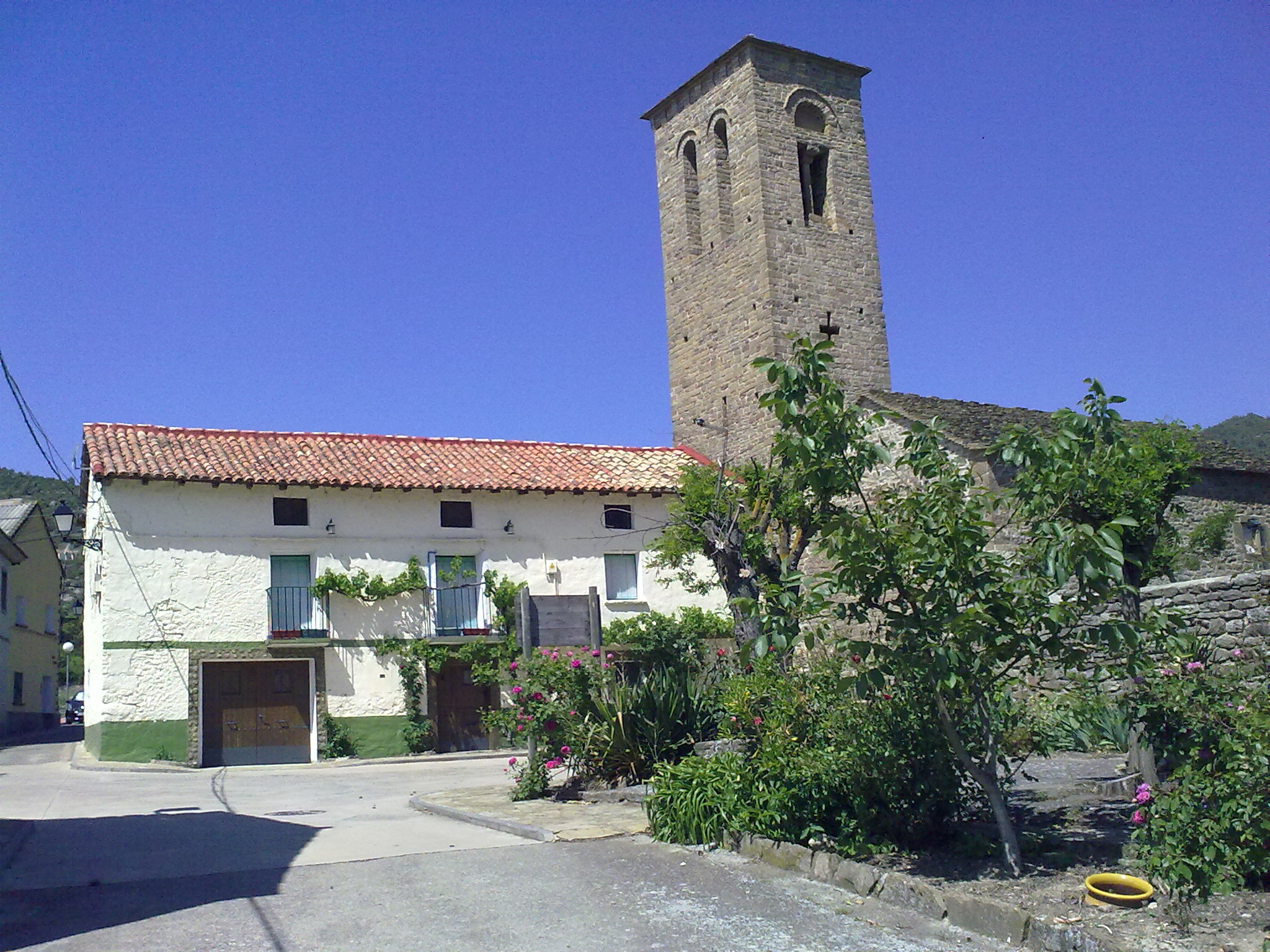
Iglesia de Santa Maria
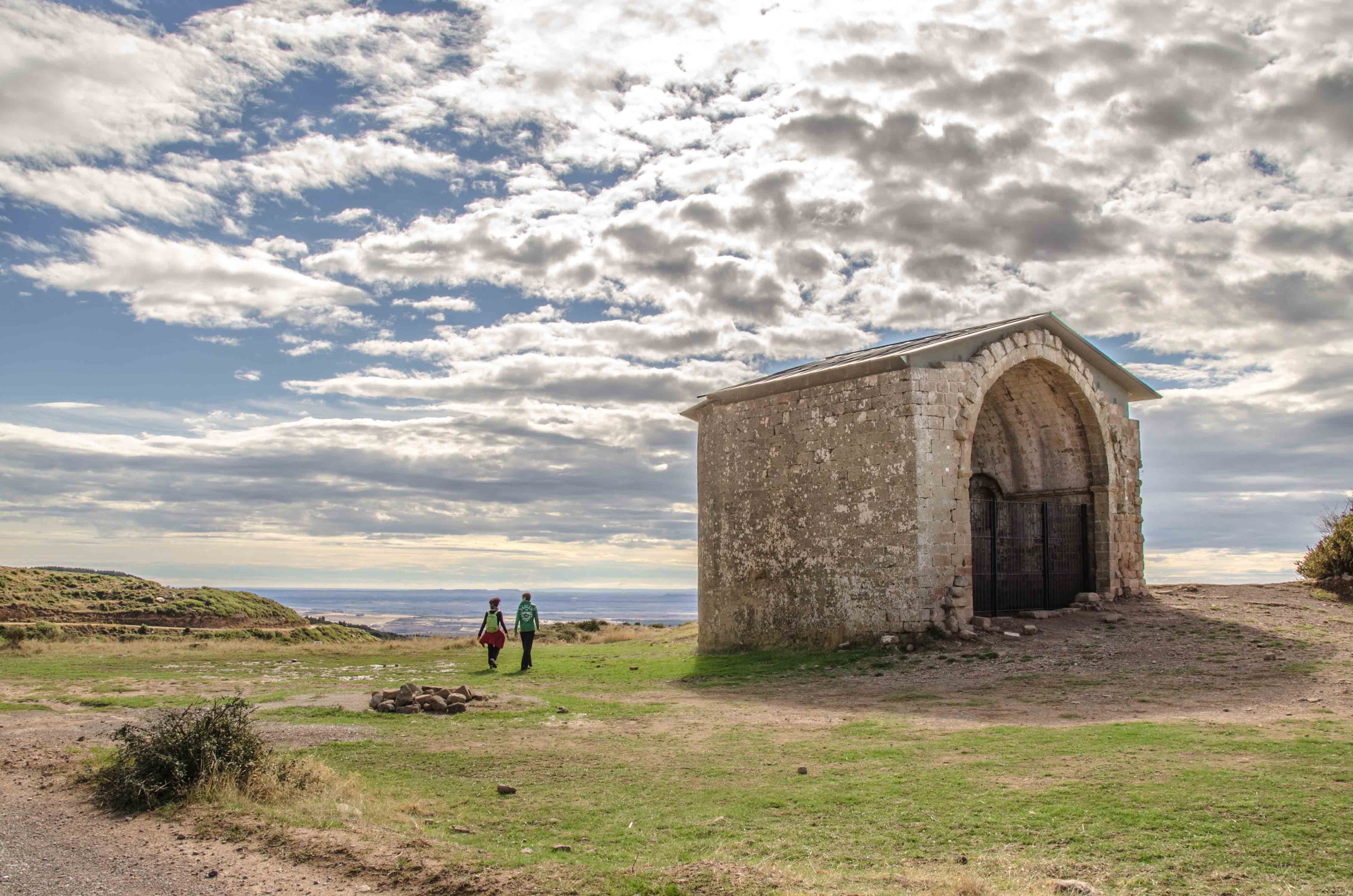
Ermita de San Miguel

## Bevölkerung
| Jahr      | 1970 | 1981 | 1991 | 2001 | 2011 | 2020 |
| --------- | ---- | ---- | ---- | ---- | ---- | ---- |
| Einwohner | 669  | 392  | 283  | 268  | 273  | 247  |